# 鸦片战争
鸦片战争是19世纪中叶大清帝國与西方列強之间发生的两场冲突。因第一场冲突由鸦片禁令而引发，而第二场冲突被認為是第一场冲突的延續，故被统称为鸦片战争。
第一次鸦片战争于1840年在中、英两国间爆发，结束于1842年两国政府签订《南京条约》。这次事件是由清政府强制执行鸦片禁令而引发的，其中包括销毁英国商人和英国东印度公司拥有的鸦片库存。英国政府的回应是派出海军远征队，迫使清朝政府支付赔款并允许鸦片贸易。1856年至1860年，英国和法国对華发动第二次鸦片战争，迫使中国鸦片合法化。
在两次战争中，欧洲军队凭借军事优势多次比较轻松地战胜清军，结果清政府被迫签署不平等条约，给予西方列强优惠的关税、贸易优惠、赔款和领土割讓。两次冲突，加上所谓“百年國恥”期间强加的各种条约，削弱了清朝政府的权威，迫使中国向西方商人开放特定的通商口岸（包括上海）。 此外，中国将香港主权割让给大英帝国，大英帝国对该地区的控制一直持续到1997年。在此期间，中国经济也因战争而略有收缩，但太平天国运动和同治陝甘回亂的经济影响要大得多。

## 第一次鸦片战争
1840年，中国与英国爆发第一次鸦片战争，双方为争夺贸易权（包括自由贸易权）和英国在中国官员中的外交地位而战。18世纪，中国对欧洲享有贸易顺差，通过瓷器、丝绸和茶叶换取白银。到了17世纪末，英国东印度公司（EIC）在孟加拉管辖区扩大了鸦片种植，将其出售给私人商人，后者将其运至中国，并秘密出售给中国走私者。到1797年，东印度公司已每年售出4,000箱鸦片（每箱重77千克）向私人商人提供。
在早期的几个世纪中，鸦片被用作具有麻醉作用的药物，但中国人吸食鸦片的新做法极大地增加了需求，并常常导致吸烟者上瘾。历任清朝皇帝分别于1729年、1799年、1814年和1831年颁布法令将鸦片定为非法，但随着走私者和勾结中国官员寻求利润，鸦片进口量不断增加。 一些美国商人通过从土耳其走私鸦片进入中国进入贸易，其中包括20世纪总统富兰克林·罗斯福的祖父小沃伦·德拉诺和弗朗西斯·布莱克威尔·福布斯。在美国史学中，这有时被称为旧中国贸易。到1833年，中国鸦片贸易量猛增至3万箱。英美商人将鸦片运往广州自由贸易港的仓库，然后卖给中国走私者。 
1834年，东印度公司对英国对华贸易的垄断终止，鸦片贸易蓬勃发展。出于对鸦片消费的道德问题和白银外流的考虑，道光帝责令总督林则徐终止鸦片贸易。1839年，林则徐在广州发表了一封致维多利亚女王的公开信，请求她合作制止鸦片贸易。这封信从未到达女王手中。 它后来在《泰晤士报》上发表，直接呼吁英国公众合作。 3月18日，道光帝下旨，强调今后将适用对鸦片走私的严厉处罚。林则徐下令没收广州的所有鸦片，包括外国政府和贸易公司（称为工厂）持有的鸦片，并且这些公司准备象征性地交出一定数量的鸦片来安抚他。英国驻华贸易总督查理·义律在林则徐的最后期限到期三天后抵达，当时中国军队强制关闭并封锁了工厂。查理·义律从英國政府赊购了所有鸦片（尽管缺乏购买的官方权力），并将20,000箱（1,300吨）交给林则徐，林则徐在虎门将它们销毁，僵局结束。
查理·义律随后写信给伦敦，建议使用武力解决与中国政府的争端。1839年9月4日，英国和中国军舰在九龙河口发生了一场小规模冲突近一年后，英国政府于1840年5月决定派出一支军事远征队，对广州鸦片贸易商遭受的经济损失进行赔偿，并保证未来的贸易安全。1840年6月21日，英国海军抵达澳门近海，炮击定海港。在随后的冲突中，英国皇家海军利用其优势舰艇和火炮对中国军队造成了一系列决定性的失败。

1842年，中国与西方列强签订的第一个不平等条约《南京条约》结束了这场战争。该条约将香港岛割让给英国，并设立五个城市作为向西方商人开放的通商口岸：上海、广州、宁波、福州和厦门（厦门）。条约还规定，中国应向英国支付2100万银元，作为軍費、烟价和商欠的赔偿金，其中600万银元立即支付，其余部分随后分期支付。 次年的另一项条约给予英国最惠国待遇，并增加了英国的治外法权条款，使英国免受中国法律的约束。法国在1844年的《黄埔条约》中从中国获得了多项相同的让步。

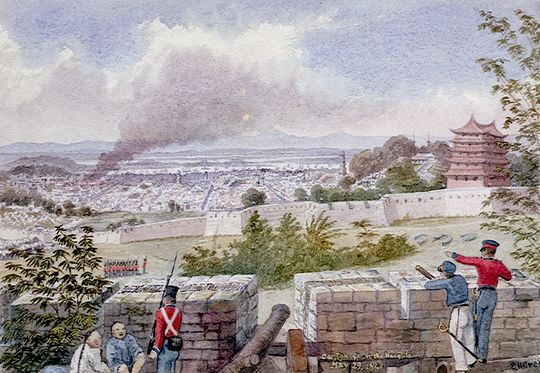
1841年5月29日，英国从周围高地轰炸广州。英国皇家海军海军外科医生爱德华·H·克里，1814-1901年）的水彩画。
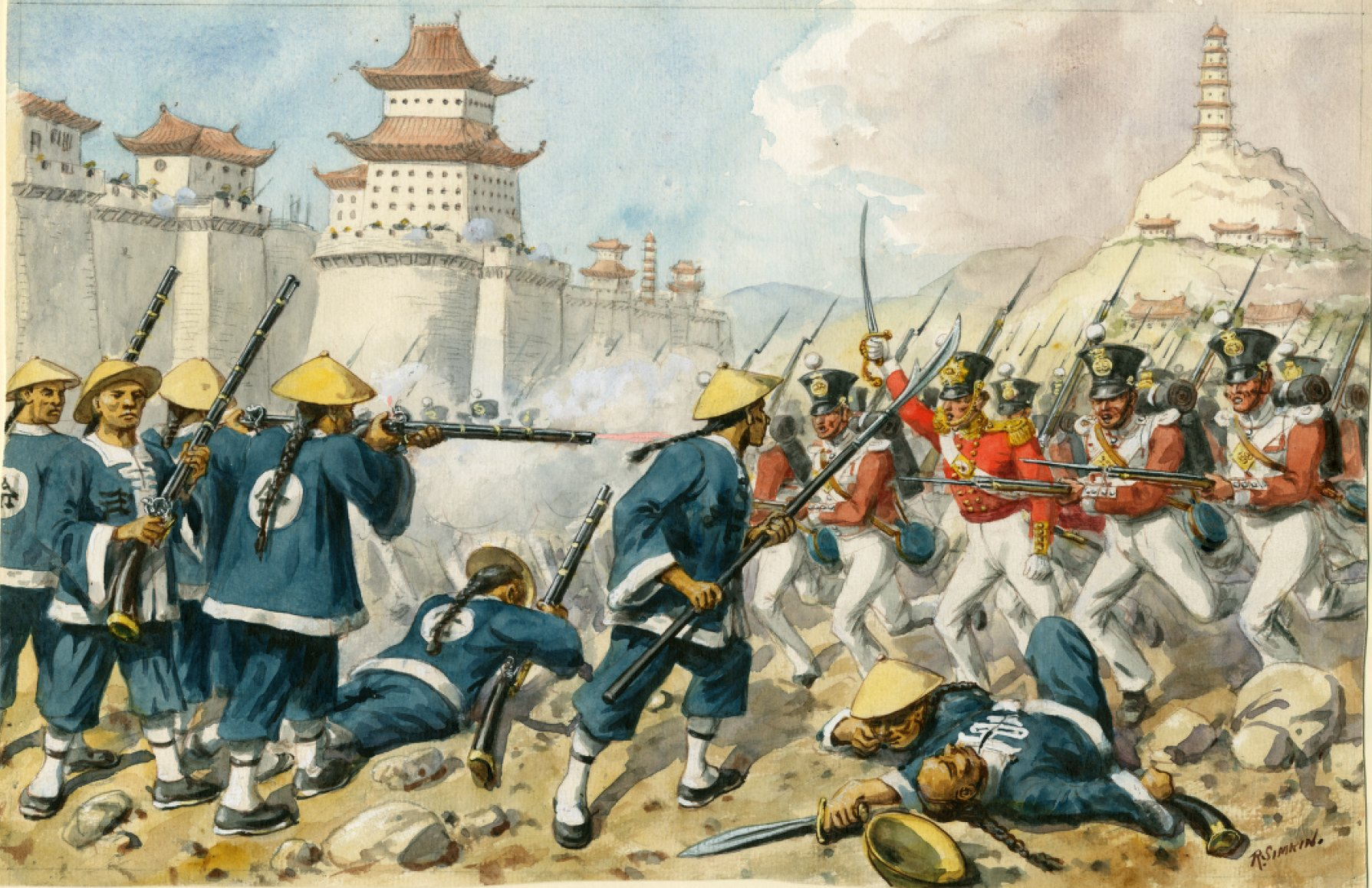
1842年7月21日，第98步兵团进攻镇江，清军在镇江之战中战败。军事插画家理查德·西姆金（理查德·西姆金，1840-1926年）的水彩画。

## 第二次鸦片战争

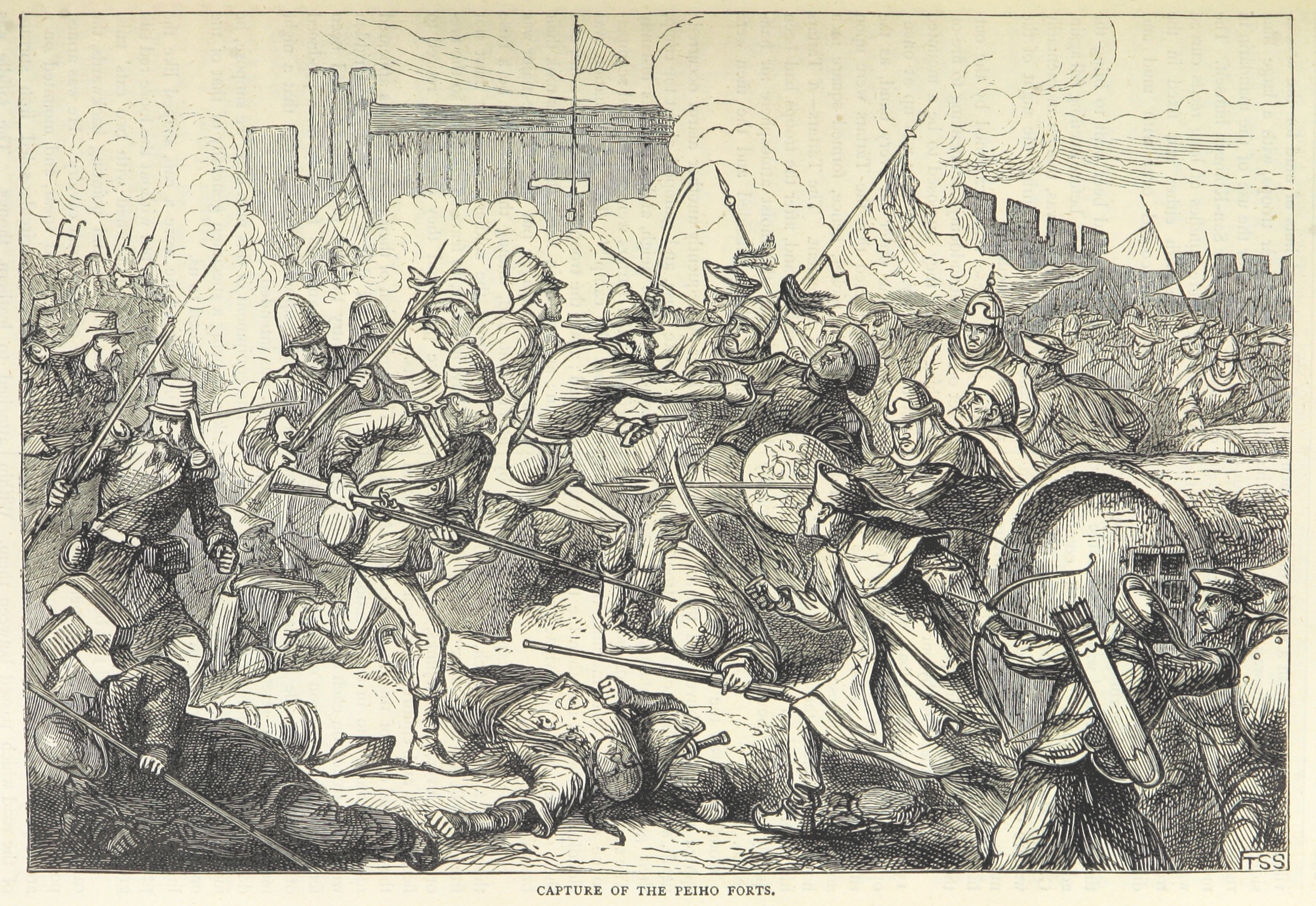
描绘1860年大沽炮台之战。1873年的书籍插图。

1853年，太平天国运动震动中国北方，定都南京。尽管如此，新任钦差大臣叶名琛被任命为广州，决心取缔鸦片贸易，因为鸦片贸易在技术上仍然是非法的。1856年10月，他扣押了一艘声称在英国注册的“箭”号船，并将其船员投入镣铐。英属香港总督约翰·鲍林爵士召集了海军少将迈克尔·西摩爵士的东印度群岛和中国站舰队，该舰队于10月23日炮击并占领了接近广州的珠江炮台，并继续轰炸广州本身，但没有足够的兵力来占领和守住这座城市。12月15日，广州发生骚乱，欧洲商业地产被纵火，鲍林呼吁军事干预。一名法国传教士的处决得到了法国的支持。
英国和法国现在向中国寻求更大的让步，包括鸦片贸易合法化、扩大向欧洲殖民地运送苦力、向英国和法国公民开放整个中国以及免除外国进口商品的国内过境关税，第二次鸦片战争爆发。这场战争导致了1858年《天津条约》，其中中国政府同意支付最近冲突费用的战争赔款，向欧洲开放第二批十个港口，使鸦片贸易合法化，并给予外国贸易许可，以及商人和传教士在中国境内旅行的权利。这还包括中国被要求屈服于西方的外交行为，而不是通过传统的朝贡制度开展业务的正常方式。该条约导致了中国历史上被称为“百年国耻”的时代，这个词指的是中国在被迫签订对其自身不公平的条约后如何失去对许多领土的控制。经过第二阶段的战斗，包括洗劫圆明园和占领北京紫禁城宫殿建筑群，该条约于1860年在《北京条约》中得到确认。

## 引用
1. ↑  Chen, Song-Chuan. . Hong Kong University Press. 2017-05-01. ISBN 978-988-8390-56-4.
2. ↑  Feige1, Miron2, Chris1, Jeffrey A.2. . Applied Economics Letters. 2008, 15: 911-913 –Scopus.
3. ↑  Taylor Wallbank; Bailkey; Jewsbury; Lewis; Hackett. . Civilizations Past And Present. Chapter 29: "South And East Asia, 1815–1914". 1992  [2024-03-03]. （原始内容存档于2017-12-27） –Schaffer Library of Drug Policy.
4. ↑  . .   [2024-03-03]. （原始内容存档于2018-06-24）.
5. ↑  Desjardins, Jeff. . World Economic Forum. 15 September 2017  [28 November 2021]. （原始内容存档于2023-12-10）.
6. ↑  . Encyclopedia Britannica.   [2018-07-03] （英语）.
7. 1 2  Hanes, Wiliam Travis III; Sanello, Frank. . United States: Sourcebooks. 2004: 21, 24, 25. ISBN 978-1402201493.
8. 1 2   (PDF). UNODC.org.   [2024-03-03]. （原始内容存档 (PDF)于2024-04-30）.
9. ↑  Meyer, Karl E. . The New York Times. 28 June 1997  [2018-07-03]. （原始内容存档于2024-03-04） （英语）.
10. ↑  Haythornthwaite, Philip J., The Colonial Wars Source Book, London, 2000, p.237. ISBN 1-84067-231-5
11. ↑  Fay (1975).
12. ↑  Platt (2018).
13. ↑  Hanes & Sanello 2002，第43頁.
14. 1 2  Haythornthwaite, 2000, p.237.
15. ↑  Hanes, W. Travis; Sanello, Frank. . Sourcebooks. 2002. ISBN 9781402201493.
16. ↑  . 4 June 2009  [18 March 2014]. （原始内容存档于14 November 2013）.
17. ↑  Tsang, Steve (2007). A Modern History of Hong Kong. I. B. Tauris. pp. 3–13, 29. ISBN 1-84511-419-1.
18. 1 2  Treaty of Nanjing （页面存档备份，存于） inBritannica.
19. 1 2 3  Haythornthwaite 2000, p. 239.
20. ↑  Treaty Of Nanjing (Nanking), 1842 （页面存档备份，存于） on the website of the US-China Institute at University of Southern Carolina.
21. ↑  Xiaobing Li. . ABC-CLIO. 2012: 468. ISBN 9781598844160.
22. ↑  . visualizingcultures.mit.edu.   [2023-09-09]. （原始内容存档于2024-03-04）.
23. ↑  Zhihong Shi. . BRILL. 2016: 33. ISBN 978-90-04-30733-9.